# Montrevault-sur-Èvre
Montrevault-sur-Èvre is een gemeente in het Franse departement Maine-et-Loire in de regio Pays de la Loire. De gemeente telde 15.684 inwoners op 1 januari 2022. De gemeente maakt deel uit van het arrondissement Cholet.

## Geschiedenis
Tot 15 maart 2015 vormden de gemeenten La Boissière-sur-Èvre, Chaudron-en-Mauges, La Chaussaire, Le Fief-Sauvin, Le Fuilet, Montrevault, Le Puiset-Doré, Saint-Pierre-Montlimart, Saint-Quentin-en-Mauges, Saint-Rémy-en-Mauges, La Salle-et-Chapelle-Aubry het kanton Montrevault. Op 15 december 2015 fuseerden de gemeenten van het voormalige kanton tot de huidige gemeente.

## Geografie
De oppervlakte van Montrevault-sur-Èvre bedroeg op 1 januari 2022 198,85 vierkante kilometer; de bevolkingsdichtheid was toen 78,9 inwoners per km².
De onderstaande kaart toont de ligging van Montrevault-sur-Èvre met de belangrijkste infrastructuur en aangrenzende gemeenten.

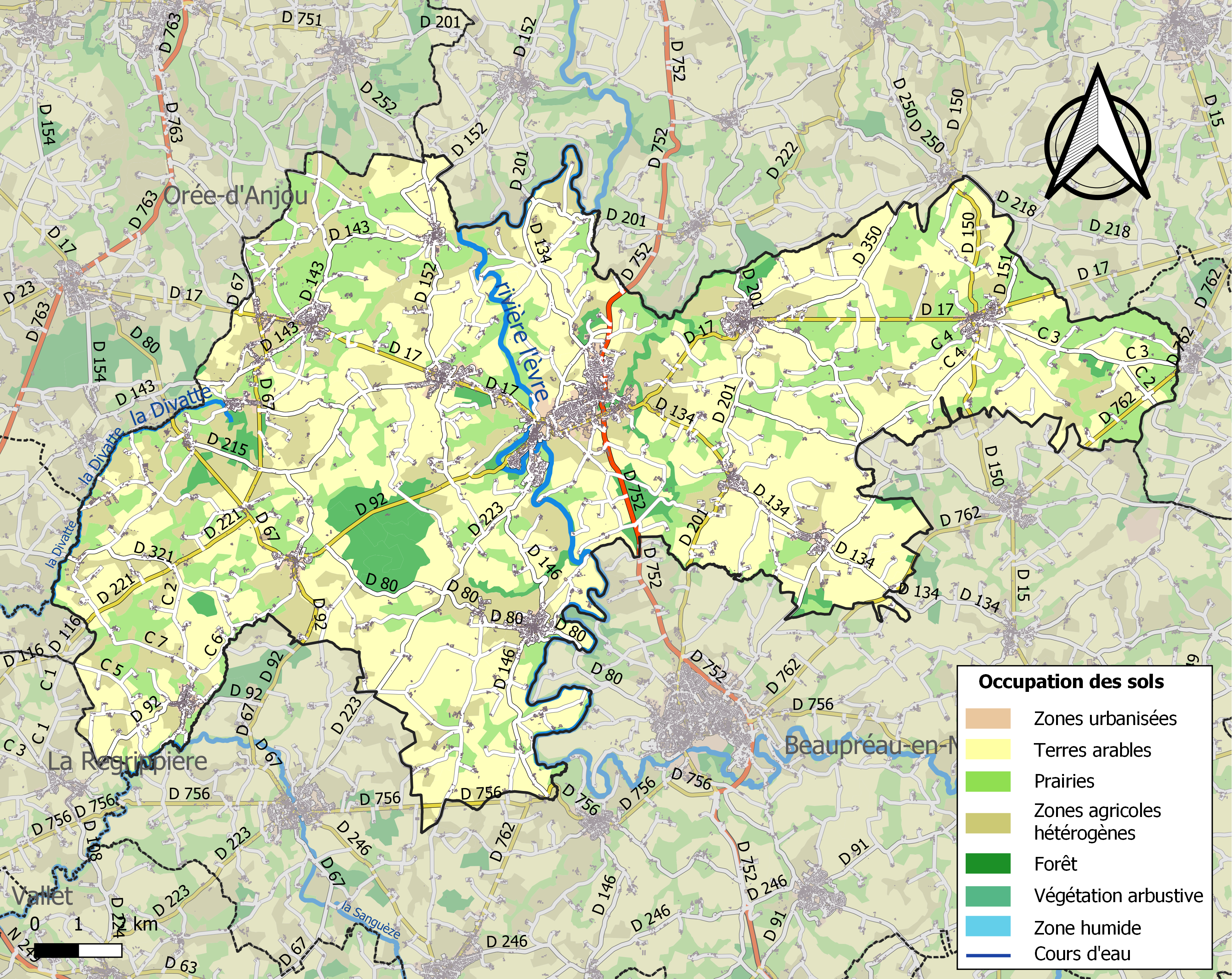